# Rerum novarum
Rerum Novarum er en encyklika udstedt af pave Leo XIII den 15. maj 1891. Det var et åbent brev til alle kirkens biskopper om "arbejderklassens forhold". Encyklikaens emneangivelse var: Kapitalens og arbejdets rettigheder og forpligtelser. Kardinal Henry Edward Manning spillede en betragtelig rolle i udarbejdelsen af encyklikaen, og den afdøde tyske biskop Wilhelm Emmanuel von Kettelers tanker spillede også en stor rolle. Encyklikaen fik betydelig indflydelse, og førte til at pave Leo XIII fik tilnavnet arbejdernes pave.
Encyklikaen behandler forholdet mellem arbejde og kapital, og mellem regeringer og deres borgere. Dens fokus var det gensidig ansvar mellem kapitalejere og arbejdere, samt afskaffelsen af den nød og elendighed som så uretfærdig hjemsøger størstedelen af den arbejdende klasse (RN, n. 3). Den støttede arbejdernes ret til at oprette fagforeninger, forkastede både kommunisme ("ateistisk socialisme") og uhæmmet kapitalisme, men holdt principielt fast på den private ejendomsret.
Dermed havde arbejderne paven på deres side i kampen for at danne fagforeninger. Dette var en banebrydende tanke, eftersom det i flere lande i Europa var forbudt at danne fagforeninger; i Tyskland blev dette først tilladt efter Første Verdenskrigs afslutning. For perspektivet skyld kan det nævnes, at i Danmark stiftedes den første egentlige fagforening, tobaksarbejdernes afdeling ´Enigheden´, i 1871. 
Vedrørende statens opgaver gik paven ind for en statslig socialpolitik. Han afviste "kræfternes frie spil" som en fejlagtig indstilling og konkluderede, at staten har et ansvar både for enkeltpersoners og fællesskabets bedste ved at udforme love, der beskytter privat ejendom, den menneskelige værdighed og søndagen som hviledag, samt sørger for tilsyn med arbejdsforholdene og retfærdige lønninger (retten til et anstændig og tilstrækkeligt udkomme for ærligt arbejde).
Mange af synspunkterne i Rerum Novarum blev suppleret og uddybet i senere pavelige encyklikaer, særlig i pave Pius XIs Quadragesimo Anno (1931), pave Johannes XXIIIs Mater et Magistra (1961) og pave Johannes Paul IIs Centesimus Annus (1991).